# Svart, vitt och allt däremellan
Svart, vitt och allt däremellan är ett studioalbum av den svenske artisten Daniel Adams-Ray. Albumet släpptes den 3 november 2010 av skivbolagen Sweden Music och Lagom Records och är Adams-Rays debutalbum som soloartist. Tillsammans med Oskar Linnros utgjorde han hiphopduon Snook, som splittrades efter deras andra studioalbum. Adams-Ray började arbeta på sitt debutalbum under sommaren 2009 när han gjorde musik till en modeshow för sitt klädmärke. Han skrev och komponerade låtarna med musikern Carl Wikström Ask.
Albumet är ett konceptalbum. Titeln, Svart, vitt och allt däremellan, syftar delvis på namnet på den första och sista låten och alla låtar däremellan, men även om etnicitet och Adams-Rays uppväxt i Nairobi i Kenya. Vissa av albumets låtar är samhällskritiska och den avslutande låten "Vitt" reflekterar uppväxten i Nairobi. Omslaget inspirerades av massajerna. "Dum av dig" släpptes som albumets första singel i juni 2010. I oktober släpptes "Gubben i lådan" som nådde förstaplatsen på svenska singellistan. Den tredje singeln, "Lilla lady", släpptes i februari 2011.
Albumet möttes med positiva recensioner från kritiker. Låtarna jämfördes med Linnros, men vissa tyckte att Adams-Ray gjorde det bättre än Snook-kollegan. Musikstilen är för det mesta pop och soul, men även musik inspirerad av hiphop och disco förekommer. Svart, vitt och allt däremellan nådde andraplatsen på svenska albumlistan och fyra låtar som inte har getts ut som singlar gick in på singellistan.

## Bakgrund

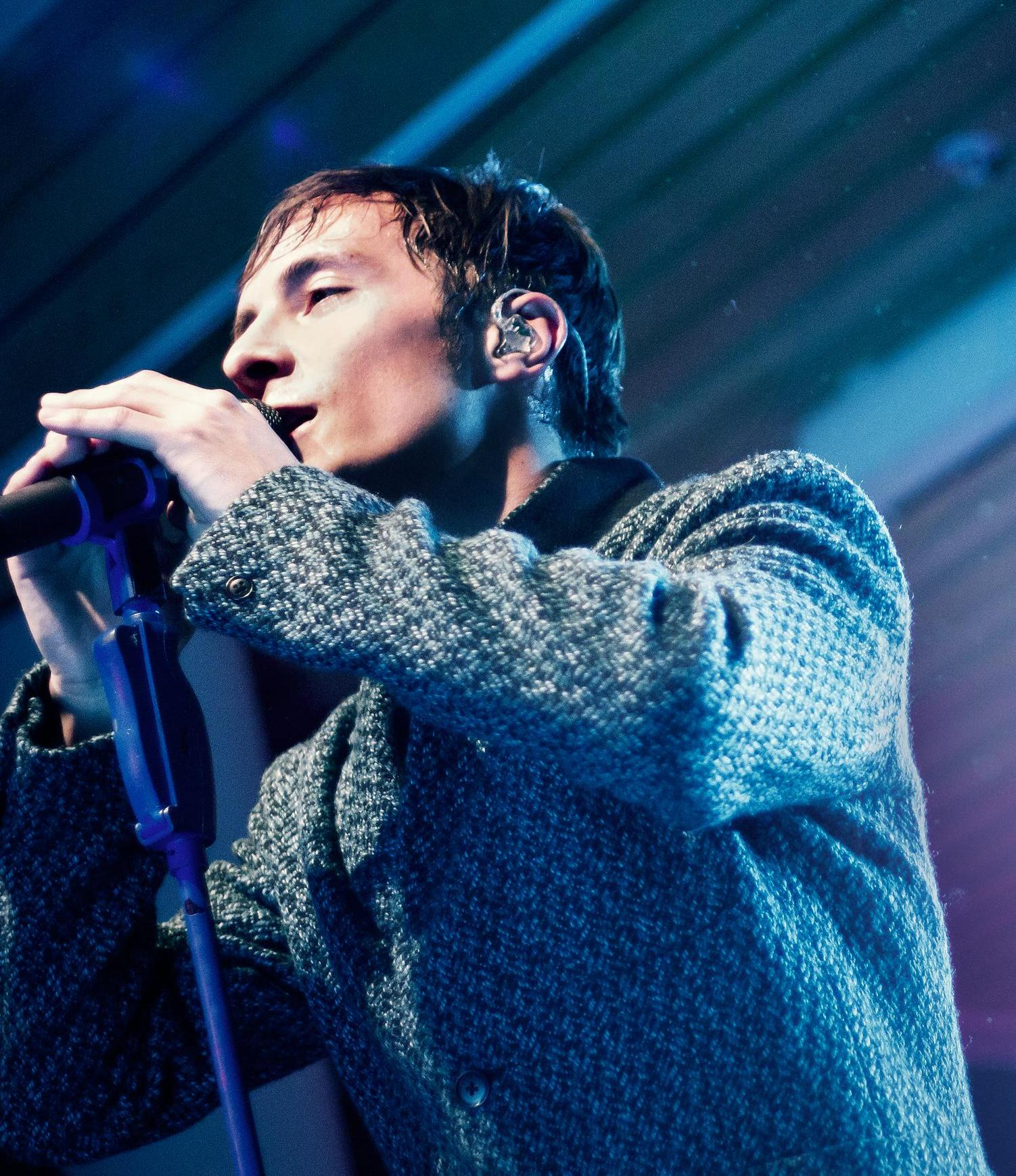
Daniel Adams-Ray under en konsert i Södertälje i februari 2011.

Adams-Ray och Oskar Linnros började rappa tillsammans när de gick på Viktor Rydberg-gymnasiet i Stockholm (Odenplan). De blev sedan kända som "Lidingörappare". De bildade gruppen Snook och slog igenom med hitsingeln "Mister Cool" som sålde guld. 2006 släppte de sitt andra studioalbum, Är. Efter skivsläppet gjorde de ett fåtal spelningar och splittrades sedan. Enligt Linnros var det för att de stod "för långt från varandra musikaliskt". Linnros fortsatte att producera musik, medan Adams-Ray la ner karriären och utbildade sig till designer och startade klädmärket Lagom. Under sommaren 2009 spelade han in en låt till en modevisning för sin klädkedja och kände då "ett sug" att göra musik igen.
Han träffade musikern Carl Wikström Ask som skrev musiken och spelade instrumenten på skivan. Drygt 150 låtar skrevs för albumet.

## Komposition

### Stil och text
Svart, vitt och allt däremellan beskriver att Adams-Ray har "tröttnat på enkla hjälte-skurk-historier och vill berätta något mer nyanserat." Titeln syftar delvis på namnet på den första och sista låten och alla låtar däremellan, men refererar även till etnicitet och att han tillbringade sina första tretton år i Nairobi i Kenya. Han sa: "Ur ett berättarperspektiv är skivan ett möte mellan västvärlden och min uppväxt i Östafrika." Låttexterna har ofta flertydiga meningar. Grundpelaren för albumet var discomusik. Resultatet kallade han "kanske kenyansk pop-disco-indie-punk", men sa även att hiphopen har format mycket av hans musik.
Hans musikstil har beskrivits som "hipsterschlager" av kritiker och lyssnare, vilket han inte håller med om.
Omslaget till albumet är inspirerat av massajerna. Han har skapat en egen fiktiv massajstam, mzungu, en benämning på vithyade människor i Kenya, och har byggt upp ett koncept över hur denna stam skulle se ut, vilket har format omslaget.

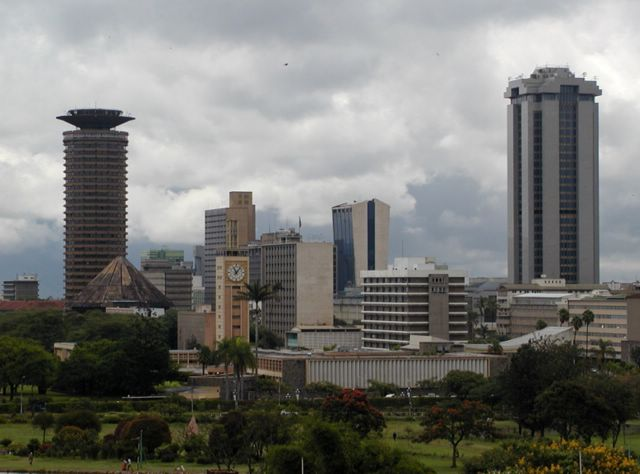
Adams-Ray tillbringade sina första tretton år i Nairobi i Kenya, vilket låten "Vitt" reflekterar.

### Låtar
Låtens intro "Svart" har beskrivits som en "poppigt självsäker låt med retrovibbar" och "80-talsinfluerad, sprakande snyggsoul". Aftonbladet tyckte den lät "som om Hall and Oates [har] gått vilse i Hornstull". "Voyeuren" är en låt med betydligt lägre tempo än "Svart". Den handlar hur sociala medier leder till glapp i kommunikation och handlar främst om Facebook. "Gubben i lådan" handlar om att ge någon allt och inte få någonting i gengäld. "Lilla lady" handlar om att aldrig vara nöjd. "Förlåt att jag aldrig sagt förlåt" inleds med ett piano som "snart får sällskap av den sköra men bestämda sången".
"Dum av dig" beskrevs av Musiklandet som glad och poppig. Enligt Musiklandet har "Himlen luktar plast" ingen riktig refräng, utan den består av två delar och en "fantastisk text". "Gryningspyromanen" handlar om en livskris och vad som är meningen med allt. Den handlar också om gryningspyromanen som brände ner Adams-Rays väns mormors hus. Helsingborgs Dagblad jämförde "Medan vi faller" med Curtis Mayfield och en annan kritiker kallade låten för "strålande svensk Motown-soul". Musiklandet tyckte "Medan vi faller" var "en okej låt, men som naturligt hamnar i skymundan av de många andra briljanta låtarna på den starka debutskivan". Albumets sista låt, "Vitt", reflekterar Adams-Rays uppväxt i Kenya. Aftonbladet tyckte den var lik Paul Simon och skrev att den är "så trevlig att man vill skaka hand och ta en kaffe med den."

## Mottagande
"Årets andra solo-Snook är målad i regnbågens alla färger: den tar avstamp i 80-talsinfluerade, sprakande snyggsoulen "Svart" och slutar i vassa samhällskritiken "Vitt", som yr av Adams-Rays intryck från uppväxten i Nairobi, Kenya. Däremellan hinner han med minst tre självklara hitsinglar."

### Kritiskt mottagande
Svart, vitt och allt däremellan mottogs med positiva recensioner från kritiker. På Kritiker.se har albumet ett medel på 3,7 av 5, baserat på 27 professionella recensioner. Aftonbladet gav albumet tre plus och Expressen gav låten fyra i betyg och skrev "De här låtarna kommer att spelas på P3, P4 och i kommersiell radio för en lång tid framöver."
TT Spektra gav albumet fullt betyg Nya Wermlands-Tidningen gav också albumet fullt betyg Helsingborgs Dagblad gav albumet tre av fem

### Listframgångar
Svart, vitt och allt däremellan debuterade som nummer två på den svenska albumlistan den 12 november 2010, efter Greatest Hits med Bon Jovi. Veckan därpå föll albumet till nummer tjugotvå, och nästa till nummer trettioett.

## Singlar
"Dum av dig" gavs ut som albumets första singel den 24 juni 2010 och nådde nummer sexton på Sverigetopplistan. "Gubben i lådan" släpptes som den andra singeln den 1 oktober 2010 och nådde förstaplatsen på Sverigetopplistan. I december 2010 certifierades den platina av Grammofonleverantörernas förening för 20 000 sålda exemplar. Flera kritiker utsåg låten till albumets bästa låt. Låten var den mest sålda singeln i Sverige under 2010. "Lilla lady" släpptes som den tredje singeln den 23 februari 2011. I november 2010 nådde den nummer fyrtio på Sverigetopplistan baserat på starka digitala nedladdningar när albumet släpptes. "Förlåt att jag aldrig sagt förlåt" utgavs som singel i april 2011. När albumet släpptes nådde den nummer åtta på Sverigetopplistan.

## Låtlista
Alla låtar är skrivna och komponerade av Daniel Adams-Ray och Carl Wikström Ask. 
| Nr           | Titel                             | Längd |
| ------------ | --------------------------------- | ----- |
| 1.           | Svart                             | 5:00  |
| 2.           | Voyeuren                          | 3:13  |
| 3.           | Gubben i lådan                    | 3:50  |
| 4.           | Lilla lady                        | 3:45  |
| 5.           | Förlåt att jag aldrig sagt förlåt | 2:34  |
| 6.           | Dum av dig                        | 3:45  |
| 7.           | Himlen luktar plast               | 3:28  |
| 8.           | Gryningspyromanen                 | 4:26  |
| 9.           | Medan vi faller                   | 3:41  |
| 10.          | Vitt                              | 4:41  |
| Total längd: | Total längd:                      | 38:23 |

## Medverkande
- Jonathan Hanson - Akustisk gitarr, Congas, elgitarr
- Magnus Ramel  - Arrangerat av, Piano, Synthesizer
- Henrik Linder  - Bas, trombon, trumpet -
- Andreas Unge - Bas
- Agnes Magnusson - Cello
- Kristina Winiarski - Cello
- Isa Caroline Holmesland  - Fiol
- Jakob Hedberg - Klockspel -
- Carl Wikström Ask - Instrument, Låtskrivare
- Daniel Adams Ray - Musik, Text, Sång
- Petter Tarland - Text
- Björn Engelmann - Mastering
- Christofer Stannow - Mastering
- Anders Hvenare - Mixning
- Henrik Edenhed - Mixning
- Karl Persson - Mixning
- John Scarisbrick - Foto

## Topplistor för låtar
| Låt                                 | Högsta listplacering | Högsta listplacering |
| Låt                                 | Sverigetopplistan    | Digilistan           |
| ----------------------------------- | -------------------- | -------------------- |
| "Dum av dig"                        | 16                   | 30                   |
| "Gubben i lådan"                    | 1                    | 2                    |
| "Förlåt att jag aldrig sagt förlåt" | 8                    | 37                   |
| "Lilla lady"                        | 40                   | —                    |
| "Svart"                             | 46                   | —                    |
| "Gryningspyromanen"                 | 52                   | —                    |